# Givago Tenório
José Givago Raposo Tenório (Maceió, 20 de março de 1968), mais conhecido como Givago Tenório, é um empresário dos setores pecuário e sucroalcooleiro de Alagoas. Filiado ao PP, foi eleito como suplente na chapa do senador Benedito de Lira, nas eleições gerais de 2010. Assumiu a cadeira de Senador por Alagoas devido a licença de 121 dias requerida pelo titular em 2018 para tratar de assunstos particulares. Como senador é titular das comissões de Assuntos Econômicos (CAE) e de Constituição, Justiça e Cidadania (CCJ). Durante sua posse, declarou que devido a sua ligação com a agropecuária e o meio ambiente, pode ter contribuição mais forte nestas áreas. Sua atuação tem como base a região do município alagoano de Boca da Mata.

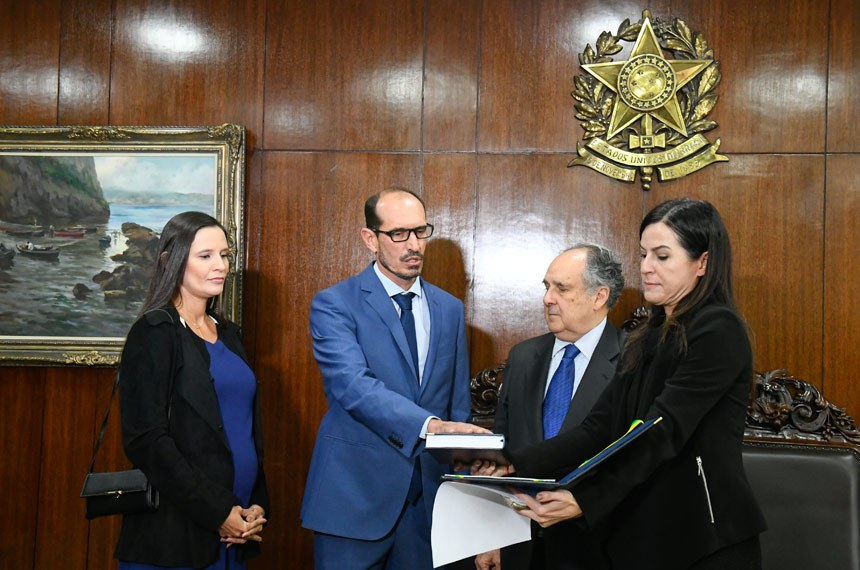
Posse de Givago, com a presença do também senador, Cristovam Buarque.